# Odile Madkaud
Odile Madkaud épouse Tourret (née le 9 juillet 1955 à Paris) est une athlète française, spécialiste du saut en longueur et des épreuves de sprint.

## Biographie
Elle est sacrée championne de France du saut en longueur en 1981.
En 1979, à Mexico, elle établit un nouveau record de France du relais 4 × 100 mètres aux côtés de Jacqueline Curtet, Marie-Pierre Philippe et Chantal Réga, dans le temps de 43 s 77.